# Uchodzenie
Uchodzenie – w wędkarstwie: zmęczenie ryby odpowiednio długim holowaniem, do stanu, w którym leży ona na boku na powierzchni wody i możliwe jest jej lądowanie (wyciągnięcie z wody ręką lub podbierakiem) bez narażania żyłki na zerwanie.